# Municipio de Santa Cruz Tayata
El municipio de Santa Cruz Tayata es un municipio situado en el distrito de Tlaxiaco, Oaxaca, México.

## Demografía
En el municipio habitan 583 personas, de las cuales, el 11% hablan una lengua indígena. El municipio tiene un nivel medio de marginación; el 32.37% de la población vive en condiciones de pobreza extrema.

## Organización
Este municipio cuenta con una agencia o ranchería que lleva por nombre La Estancia. En si la comunidad se encuentra dividida en 4 barrios, que son: San Pedro, San José, San Miguel y San Sebastián.
| Nombre de la localidad | Población (2010) |
| ---------------------- | ---------------- |
| La Estancia            | 316              |
| Barrio San Pedro       | 170              |
| Barrio San Sebastián   | 59               |
| Barrio San José        | 38               |
| Barrio San Miguel      | 25               |

## Flora y fauna
Hay poca diversidad de especies, se pueden encontrar encinos, ocotes y pinos. Dentro de la fauna se encuentran los coyotes, zorros, conejos, venados, armadillos .

## Fiestas en la comunidad
Esta comunidad tiene dos fiestas en todo el año, el segundo viernes de cada Cuaresma y el 3 de mayo.
Siendo la fiesta más grande el segundo viernes de cada cuaresma, actualmente esta fiesta, perdura 3 días (jueves, viernes y sábado) en donde hay la presencia de eventos culturales, religiosos y deportivos.